# Alva Belmont
Alva Belmont (Mobile, Alabama, Estados Unidos, 17 de enero de 1853-París, Francia, 26 de enero de 1933), de soltera Alva Erskine Smith — conocida como Alva Vanderbilt de 1875 a 1896 — fue una prominente socialité multimillonaria estadounidense y figura importante en el movimiento del sufragio de las mujeres estadounidenses. Conocida por tener una actitud altiva que disgustaba a algunas personas, también fue notada por su energía, inteligencia, opiniones firmes y disposición para desafiar las convenciones.
En 1909, fundó la Liga de Igualdad Política para conseguir votos para los políticos del Estado de Nueva York que apoyaban el sufragio femenino, escribió artículos para diarios, y se unió a la Asociación Nacional estadounidense para el Sufragio de la Mujer (NAWSA). Más tarde formó su propia Liga de Igualdad Política para buscar un amplio apoyo al sufragio en los barrios neoyorquinos, y, como su presidenta, dirigió su división del Desfile del Voto para las Mujeres de 1912. En 1916, fue una de las fundadoras del Partido Nacional y organizó el primer piquete que tuvo lugar ante la Casa Blanca, en enero de 1917. Fue elegida presidenta del Partido Nacional de la Mujer, cargo que ocupó hasta su muerte.
Estuvo casada dos veces, primero con William Kissam Vanderbilt, con quien tuvo tres hijos, y en segundas nupcias con Oliver Hazard Perry Belmont; ambos hombres eran millonarios y miembros de familias socialmente prominentes de la ciudad de Nueva York. Alva destacó por sus muchos proyectos arquitectónicos, incluyendo el Petit Chateau en Nueva York; la Marble House en Newport, Rhode Island; la Belmont House, también en Nueva York; Brookholt en Long Island; y Beacon Towers en Sands Points, Nueva York.
En el "Día de la Igualdad Salarial", el 12 de abril de 2016, Belmont fue honrada cuando el presidente Barack Obama estableció el Monumento Nacional a la Igualdad de la Mujer Belmont-Paul en Washington D. C.

## Primeros años
Alva Erskine Smith nació el 17 de enero de 1853, en 201 Government Street en Mobile, Alabama, de Murray Forbes Smith, un comerciante, y su esposa Phoebe Ann Desha. Murray Smith era hijo de George Smith y Delia Forbes de Dumfries, Virginia. Phoebe Desha era hija del Representante de los EE. UU. Robert Desha y Eleanor Shelby, ambos originarios de Sumner County, Tennessee.
Alva fue una de seis hijos. Dos de sus hermanas, Alice y Eleanor, murieron ambas muy niñas antes de su nacimiento. Su hermano, Murray Forbes Smith, Jr. falleció también en la infancia en 1857 y fue enterrado en el Magnolia Cemetery en Mobile. Sus otras hermanas, Armide Vogel Smith y Mary Virginia "Jennie" Smith, fueron las únicas en sobrevivir hasta la edad adulta. Jennie se casó en primeras nupcias con el hermano de la mejor amiga de la infancia de Alva, Consuelo Yznaga, duquesa de Mánchester. Tras el divorcio de Fernando Yznaga en 1886, Jennie se volvería a casar con William George Tiffany.
De niña, Alva veraneaba con sus padres en Newport, Rhode Island, y les acompañaba en sus vacaciones europeas. En 1859, los Smith dejaron Mobile y se mudaron a Nueva York, donde residieron brevemente en Madison Square. Cuando Murray fue a Liverpool, Inglaterra, para atender sus negocios, su madre, Phoebe Smith, se mudó a París donde Alva asistió a un internado privado en Neuilly-sur-Seine. Después de la Guerra de Secesión, la familia Smith regresó a Nueva York, donde su madre murió en 1871.

## Vida personal

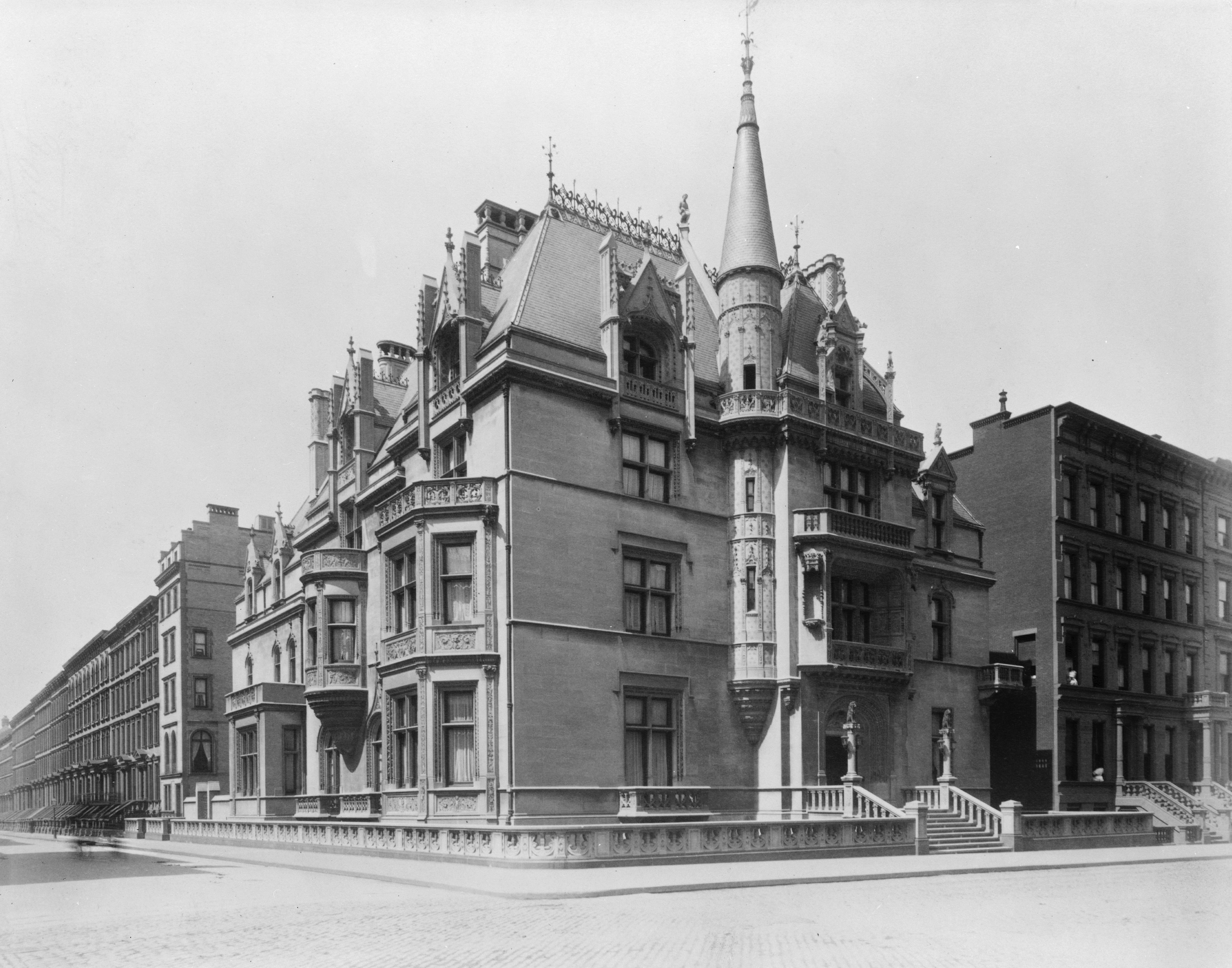
El Petit Chateau de los Vandervilt en 660 Quinta Avenida en Manhattan.

En una fiesta de una de las hijas de William Henry Vanderbilt, la mejor amiga de Smith, Consuelo Yznaga le presentó a William Kissam Vanderbilt, nieto de Cornelius Vanderbilt. El 20 de abril de 1875, William y Alva se casaron en la Calvary Church de Nueva York.
La pareja tuvo tres hijos:
- Consuelo Vanderbilt (2 de marzo de 1877-6 de diciembre de 1964)
- William Kissam Vanderbilt II (26 de octubre de 1878-8 de enero de 1944)
- Harold Stirling Vanderbilt (6 de julio de 1884-4 de julio de 1970)

Alva manipuló a Consuelo para que se casara con Charles Spencer-Churchill, IX duque de Marlborough, el 6 de noviembre de 1895. El matrimonio fue anulado mucho más tarde, a petición del duque y con el consentimiento de Consuelo, en mayo de 1921. La anulación fue totalmente apoyada por Alva, que testificó que había forzado a Consuelo a contraer matrimonio. Para entonces, Consuelo y su madre disfrutaban de una relación más cercana y fácil. Consuelo se casó entonces con Jacques Balsan, un pionero de la aeronáutica francesa. William Kissam II se convirtió en presidente de la New York Central Railroad Company a la muerte de su padre en 1920. Harold Stirling se graduó de la Escuela de Derecho Harvard en 1910, luego se unió a su padre en la New York Central Railroad Company. Quedó como el único representante activo de la familia Vanderbilt en la compañía después de la muerte de su hermano, sirviendo como director y miembro del comité ejecutivo hasta 1954. 

### Ascenso en sociedad

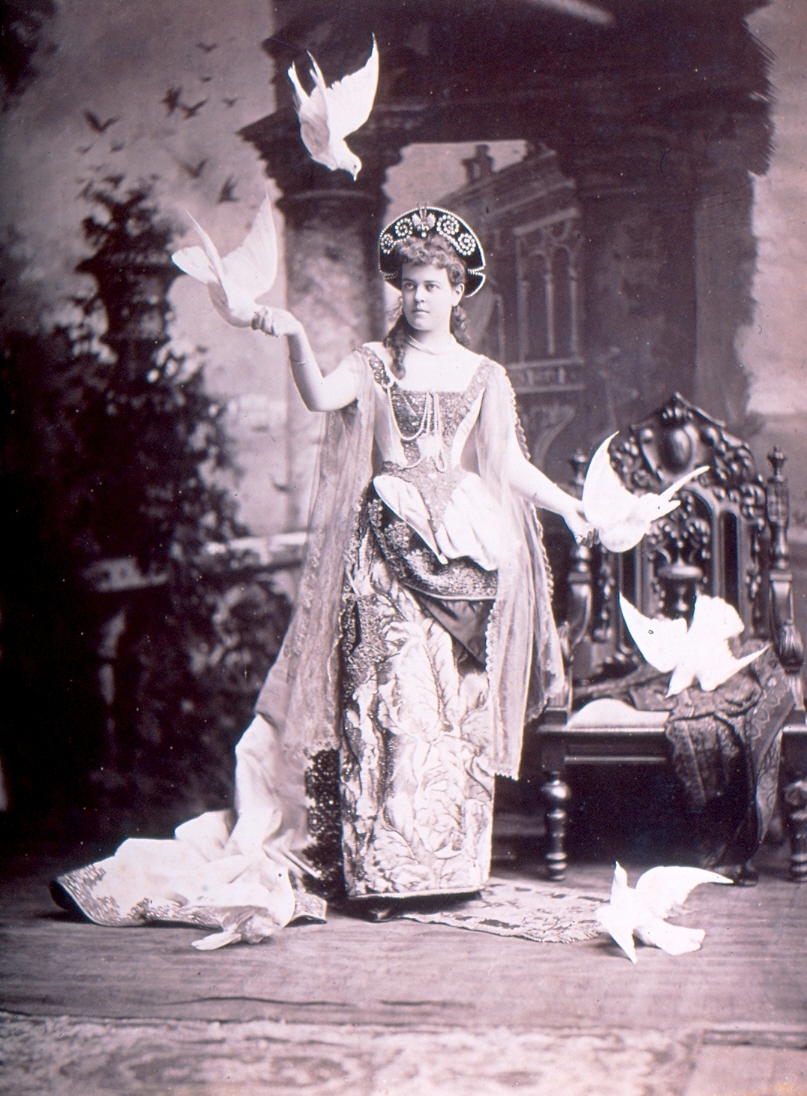
Alva Vanderbilt, ataviada para su baile de 1883.

Decidida a darle a la familia Vanderbilt el estatus social que sentía que ellos merecían, Vanderbilt inauguró su château en la Quinta Avenida en marzo de 1883 con un gran baile de disfraces para 1.000 invitados, con un costo total de 3 millones de dólares. Una historia repetida a menudo dice que Vanderbilt se sentía rechazada por Caroline Astor, la reina de "Los Cuatrocientos", la élite de la alta sociedad de Nueva York, por lo que descuidó deliberadamente enviar una invitación a la hija de Astor, Carrie, poniendo como excusa el protocolo, ya que los Astor nunca la habían invitado a ella. Presuntamente, esto forzó a Astor a dejar en su casa su tarjeta de presentación, para asegurar una invitación al baile para su hija. Astor y su hija fueron así invitadas al baile de los Vandervilt, otorgando la aceptación oficial de la familia por parte de la alta sociedad (Vanderbilt y Astor fueron observadas en el baile en animada conversación). El efecto principal del baile fue elevar el listón de las diversiones de sociedad en Nueva York a alturas de extravagancia y gasto nunca alcanzadas anteriormente. 
Incapaz de conseguir un palco de ópera en la Academia de Música, cuyos directores se resistían a admitir miembros de las familias de nuevos ricos en su círculo, fue una de las personas que en 1883 fundaron la Metropolitan Opera, entonces con sede en la Metropolitan Opera House. La Metropolitan superó durante mucho tiempo a la Academia y continúa hasta la actualidad.
En 1886, después de que su marido heredara 65 millones de dólares de su padre, Alva se propuso poseer un yate. William encargó el Alva al astillero Harlan and Hollingsworth de Wilmington, Delaware, por 500.000 dólares. Mientras el Corsair, el yate de J. P. Morgan tenía 50 metros, el Nourmahal de la señora Astor tenía 71 metros e incluso el North Star del suegro de Alva tenía 82 metros, esta generación tendría un yate de casi 87 metros, convirtiéndolo en el yate privado más grande del mundo. Los Vanderbilt visitaron con él el Caribe y Europa.
Una vez hecho esto, Alva quiso entonces una "cabaña de verano" (cottage) en el elegante Newport, Rhode Island. William encargó de nuevo el proyecto a Richard Morris Hunt, y la elaborada Marble House fue construida al lado de la de la señora Astor, Beechwood.

### Segundo matrimonio

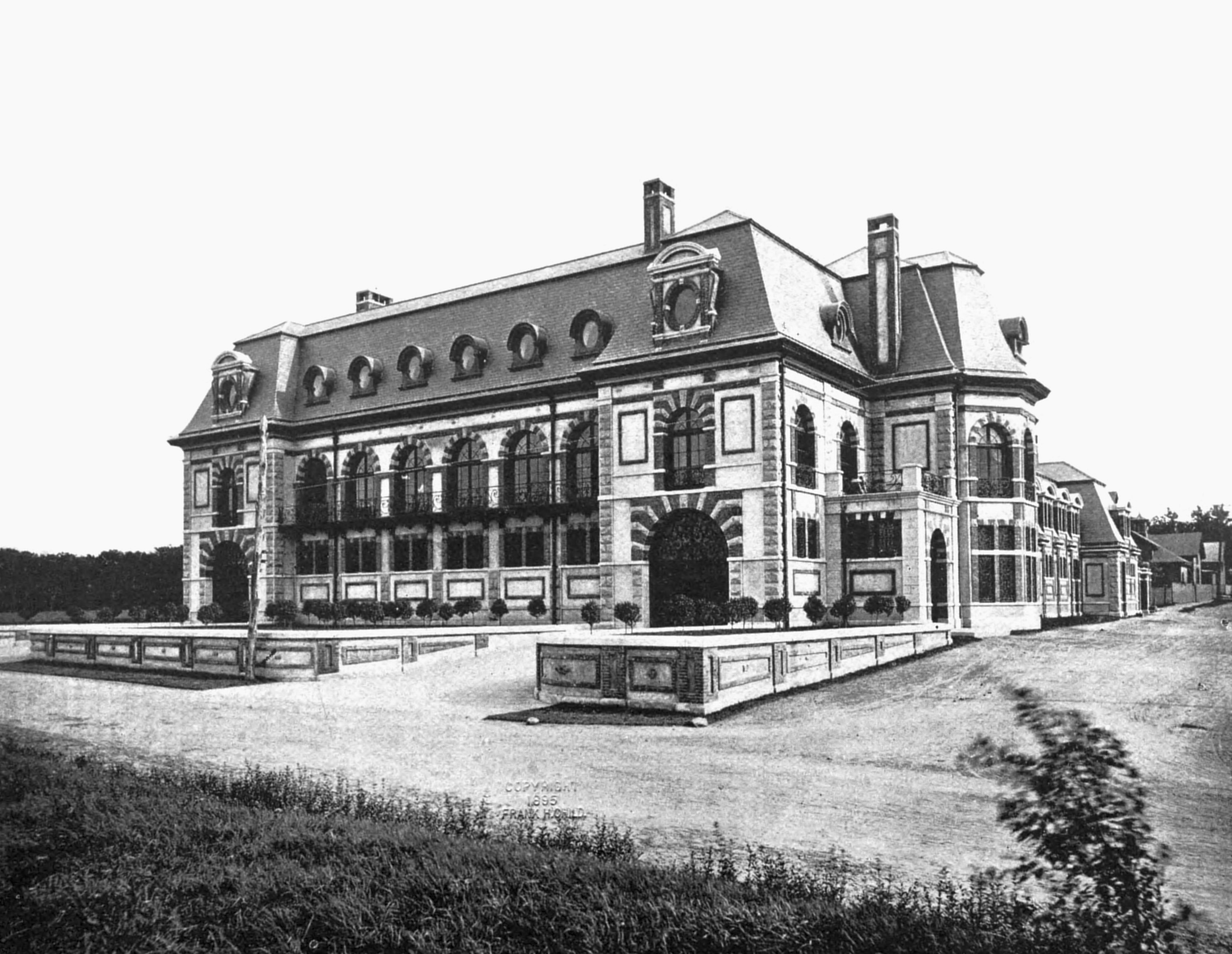
Castillo Belcourt, la casa de verano de los Belmont en Newport, Rhode Island.

Alva Vanderbilt conmocionó a la alta sociedad en marzo de 1895 cuando se divorció de su marido que había sido infiel mucho tiempo, en un momento en que el divorcio era raro entre la élite, y recibió un gran acuerdo financiero que supuestamente superaba los 10 millones de dólares, además de varias propiedades. Ella ya era la propietaria absoluta de Marble House. El motivo dado para el divorcio fueron acusaciones de adulterio contra William, aunque algunos creían que William había contratado a una mujer para fingir ser su amante dejándose ver a propósito con él, de modo que Alva se divorciaría.
Alva se volvió a casar el 11 de enero de 1896, con Oliver Hazard Perry Belmont, uno de los viejos amigos de su exmarido. Oliver había sido amigo de los Vanderbilt desde finales de los 1880 y al igual que William era un gran entusiasta de los yates y las carreras de caballos. Los había acompañado al menos en dos viajes largos a bordo de su yate Alva. Los estudiosos indican que parece haber sido obvio para muchos que él y Alva se habían sentido atraídos el uno por el otro al regresar de uno de esos viajes en 1889. Era hijo de August Belmont, un exitoso banquero de inversiones judío de la familia Rothschild, y Caroline Perry, hija del comodoro Matthew Calbraith Perry. Oliver murió de repente en 1908, tras lo cual Alva asumió la nueva causa del movimiento del sufragio femenino después de escuchar una conferencia de Ida Husted Harper.

### El sufragio femenino

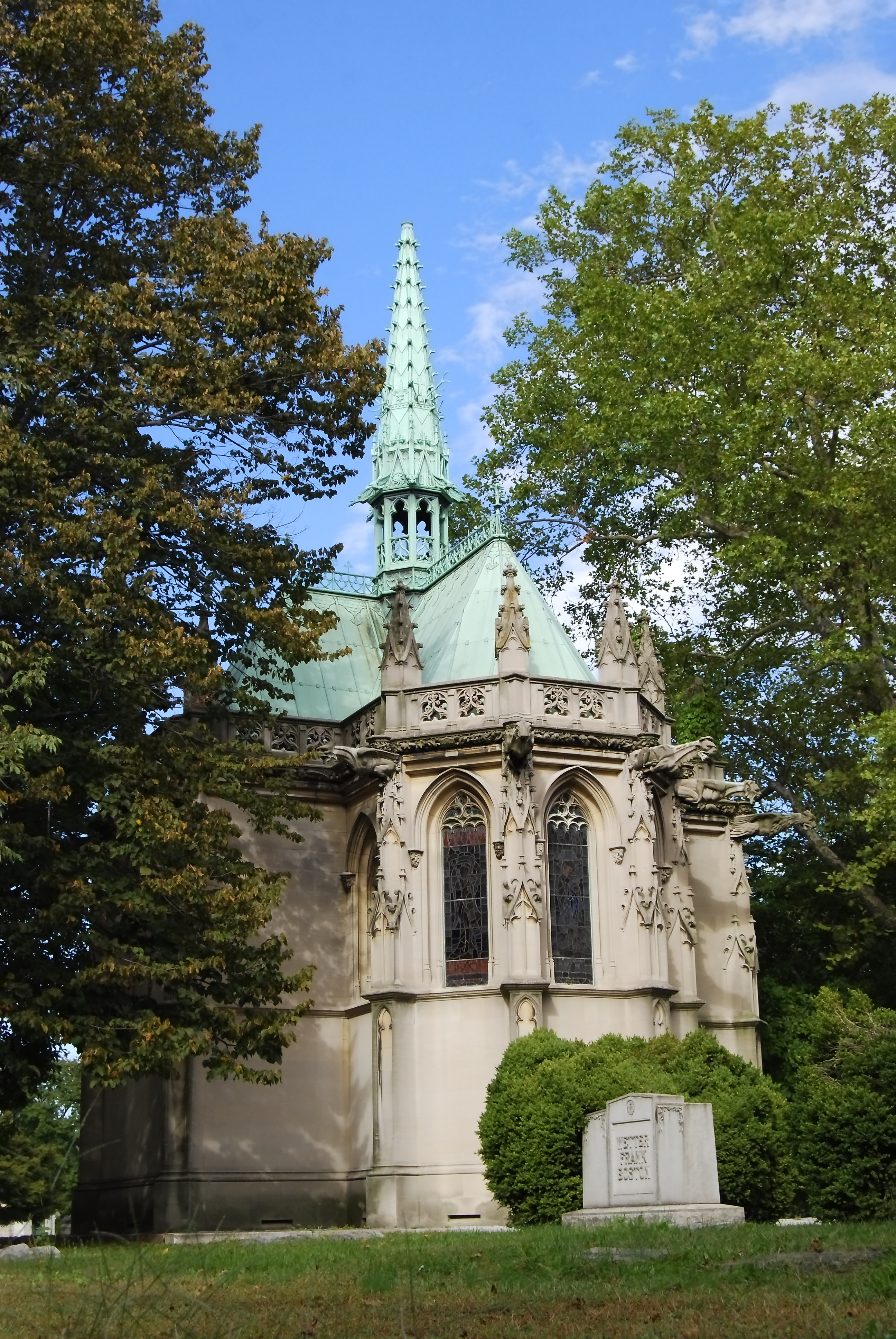
El Mausoleo Belmont en el Cementerio Woodlawn.

Atraída aún más al movimiento por Anna Shaw, Belmont donó grandes sumas al movimiento sufragista, tanto en el Reino Unido como en los Estados Unidos. En 1909, fundó la Liga de Igualdad Política para obtener votos para los políticos del estado de Nueva York que apoyaban el sufragio femenino, y escribió artículos para periódicos. Dio un fuerte apoyo a las trabajadoras en la huelga de obreros camiseros de 1909-1910 en Nueva York. Pagó la fianza de piquetes que habían sido arrestadas y financió una gran manifestación en el hipódromo de la ciudad, la cual dirigió junto con Shaw, presidenta de la Asociación Nacional estadounidense del Sufragio (NAWSA). En 1909 se unió a esta organización y fue nombrada delegada suplente de Nueva York para la reunión de la Asociación Internacional de Mujeres por el Sufragio en Londres. Allí Belmont observó el compromiso de Emmeline Pankhurst y sus seguidoras, quienes influirían en la profundidad y la forma de su propio compromiso personal con la causa. De regreso a los Estados Unidos, pagó un espacio de oficina en la Quinta Avenida que permitió la reubicación de las oficinas de la NAWSA en Nueva York, y financió su Agencia de Prensa Nacional. Al mismo tiempo, formó su propia Liga de Igualdad Política para buscar un amplio apoyo al sufragio en los barrios de la ciudad, y, como su presidenta, dirigió su división del Desfile de Votos para las Mujeres de 1912 en Nueva York.

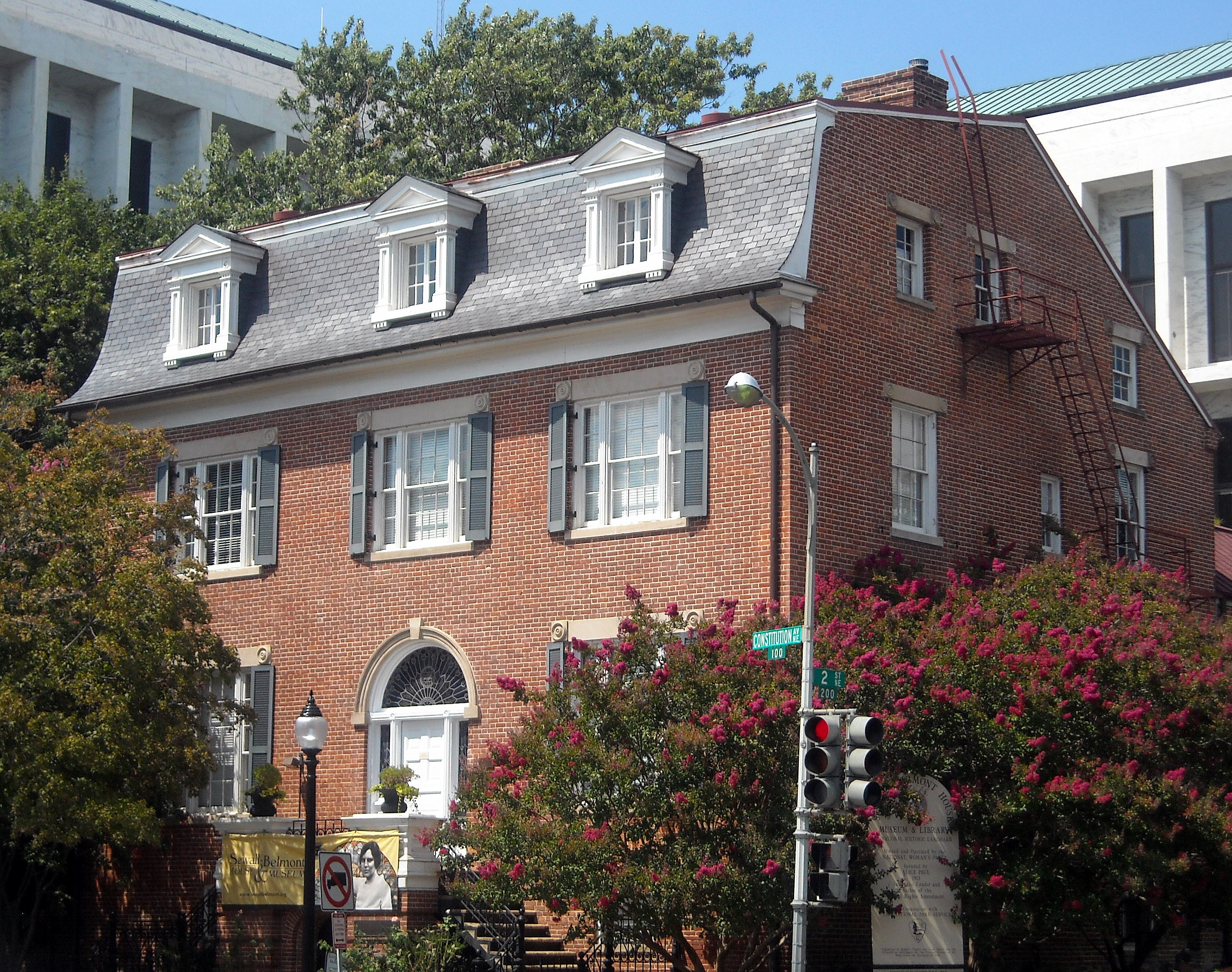
La casa Sewall–Belmont en Washington D. C.

En esa época, la actividad del sufragio femenino organizado se centraba en mujeres blancas educadas de clase media, que a menudo se mostraban reticentes a aceptar inmigrantes, afroamericanas, y la clase trabajadora entre sus filas. Los esfuerzos de Belmont solo rompieron parcialmente con esta tradición. En 1910, Belmont inició el primer intento de integración en Nueva York. Trabajando con las principales mujeres de la comunidad afroamericana, como S. J. S. Garnet, la señora F. R. Keyser, Marie C. Lawton, o Irene Moorman, las animó a formar una rama negra de su Liga de Igualdad Política. Estableció su primera "casa por el sufragio" en Harlem, e incluyó a afroamericanas e inmigrantes en sus retiros de fin de semana en Beacon Towers, su castillo de estilo neogótico en Sands Point. Sin embargo, también contribuyó a la Conferencia del Sufragio de la Mujer del Sur, que se negó a admitir afroamericanas.

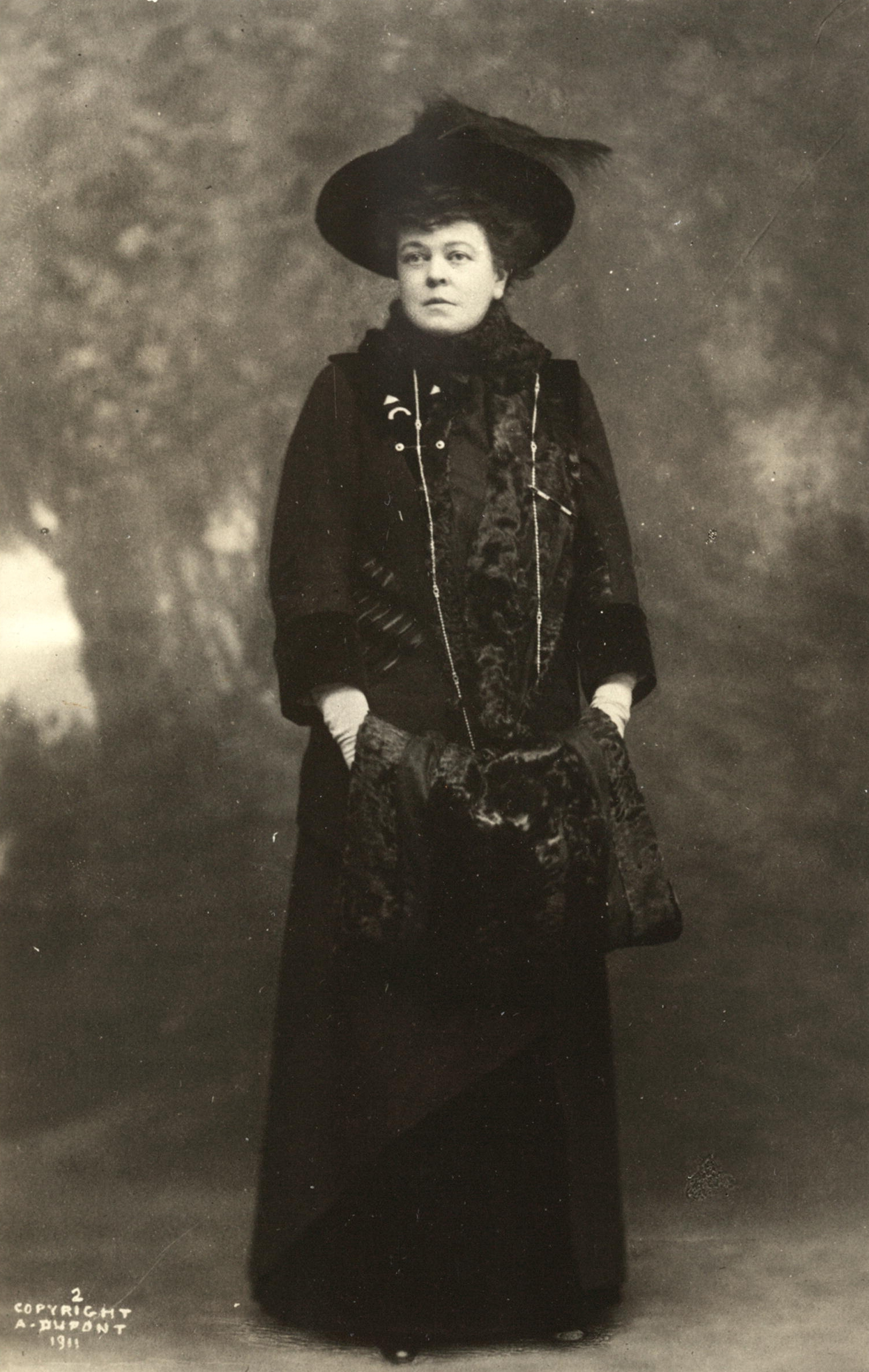
Alva E. Belmont en 1911.

El Congressional Union for Woman Suffrage (CU), originalmente dirigido por Alice Paul y Lucy Burns, se separó de la NAWSA en 1913. Mientras, al mismo tiempo, Belmont estaba financiando la conferecencia del Sufragio de la Mujer de los Estados del Sur de Laura Clay en Kentucky, debido a sus raíces en Alabama. Belmont entonces fusionó la Liga de Igualdad Política en la CU. Ahora comprometida a asegurar la aprobación de la 19.ª Enmienda, convocó una "Conferencia de Grandes Mujeres" en Marble House en el verano de 1914. Su hija Consuelo, quién promovió el sufragio y la reforma carcelaria en Inglaterra, la dirigió, siendo seguida por la primera reunión nacional del CU. Belmont sirvió en el comité ejecutivo del CU de 1914 a 1916.
En 1915, Belmont presidió la convención de mujeres votantes en la Exposición Universal de San Francisco. Al año siguiente, ella y Paul establecieron el Partido Nacional de la Mujer entre los miembros del CU y organizó el primer piquete ante la Casa Blanca de la historia, en enero de 1917. Fue elegida presidenta del Partido Nacional de la Mujer, cargo que ocupó hasta su muerte. El partido continuó presionando para obtener nuevas iniciativas desde la sede de Washington D. C., que Belmont había comprado en 1929 para el grupo, la cual más tarde se convertiría en la casa-museo Sewall–Belmont. El 12 de abril de 2016, el presidente Barack Obama designó la Sewall–Belmont House como Monumento Nacional de la Igualdad de la Mujer Belmont–Paul, nombrado por Belmont y Alice Paul.

### Últimos años y muerte
Desde principios de los años 1920, vivió en Francia la mayor parte del tiempo para estar cerca de su hija Consuelo. Restauró el Château d'Augerville del siglo XVI y lo usó como residencia. Con Paul, formó el Consejo Asesor Internacional del partido Nacional de la Mujer y el Auxiliar de Mujeres estadounidenses en el extranjero. Sufrió un derrame cerebral en la primavera de 1932 que la dejó parcialmente paralizada, y falleció en París de insuficiencia respiratoria y cardíaca el 26 de enero de 1933. Su funeral en la iglesia episcopal de Santo Tomás en Nueva York contó con un gran contingente de sufragistas y su féretro fue llevado por portadoras. Fue enterrada con Oliver Belmont en el Mausoleo de Belmont en el Cementerio Woodlawn en El Bronx, Nueva York, para el que la artista Helen Maitland Armstrong diseñó un conjunto de vitrales pintados de inspiración renacentista.

## Arquitectura

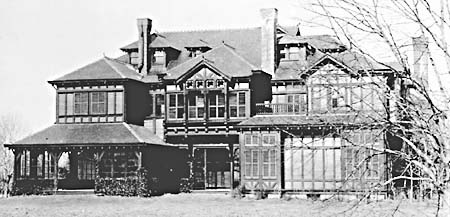
Idle Hour en 1894. La casa ardió en 1899.

Durante su vida Alva Belmont ayudó a diseñar, construyó y poseyó muchas mansiones. Hasta nueve. Era amiga y frecuente mecenas de Richard Morris Hunt y fue una de las primeras mujeres miembros del Instituto Americano de Arquitectos. Tras la muerte de Hunt, utilizó con frecuencia los servicios del estudio de arquitectura Hunt & Hunt, formado por la sociedad de los hijos de Richard Morris Hunt, Richard y Joseph.

### Petit château
Siendo una esposa reciente, Alva Vanderbilt trabajó de 1878 a 1882 con Richard Morris Hunt para diseñar un fastuoso château al estilo del Renacimiento francés, conocido como Petit Chateau, para su familia en 660 Quinta Avenida en Manhattan. Un contemporáneo de Vanderbilt fue citado diciendo que "nada amaba más que estar hundida hasta las rodillas en el mortero". Ofreció un gran baile de disfraces que costó 3 millones de dólares para celebrar la inauguración de su château en la Quinta Avenida. Fue demolido en 1929.

### Idle Hour

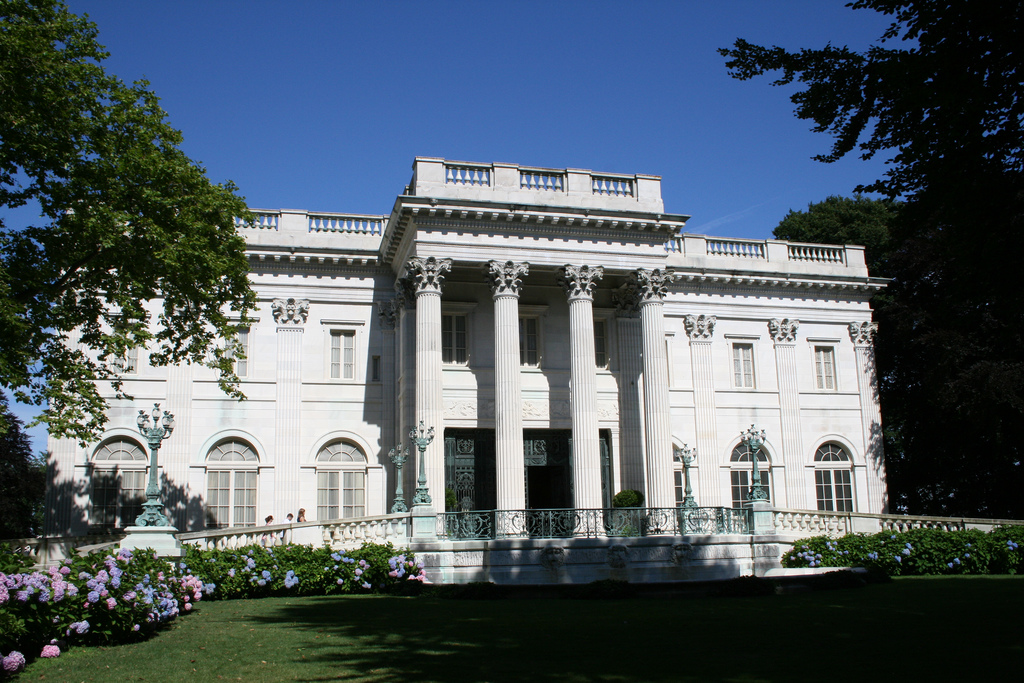
Marble House en Newport.

En 1878, Hunt comenzó a trabajar en su retiro de estilo Reina Ana en Long Island, Idle Hour. Sería ampliado y retocado casi continuamente hasta 1889 y fue destruido en un incendio en 1899. William K. Vanderbilt hizo que fuera reconstruida una nueva mansión a prueba de fuego en la propiedad, que más tarde sería la sede de la Dowling University hasta su cierre en 2016.

### Marble House
Hunt fue contratado de nuevo para diseñar la Marble House, en estilo neoclásico, en Newport, Rhode Island, como regalo por el 39 cumpleaños de William K. Vanderbilt y "cottage" o retiro de verano, para Alva. Construida de 1888 a 1892, la casa fue un hito social que dio inicio a la transformación de Newport de una relativamente relajada colonia de verano de casas de madera al ahora legendario centro turístico de opulentos palacios de piedra. Se informó que costó 11 millones de dólares. Marble House contaba con un servicio de 36 sirvientes, incluyendo mayordomos, doncellas, cocheros y lacayos. Fue construida al lado de la mucho más sencilla mansión de Caroline Astor, Beechwood.

### Belcourt
Después de su divorcio de Vanderbilt y posterior matrimonio con Oliver Belmont, comenzó extensas renovaciones en la mansión de sesenta habitaciones de Belmont en Newport, Belcourt. Todo el primer piso estaba compuesto por espacio para carruajes y una multitud de establos para los preciados caballos de Belmont. Deseosa de remodelar y redefinir Belcourt, Alva transformó los interiores de la mansión en una mezcla de neogótico inglés y neorrenacimiento francés e inglés.

### 477 Avenida Madison

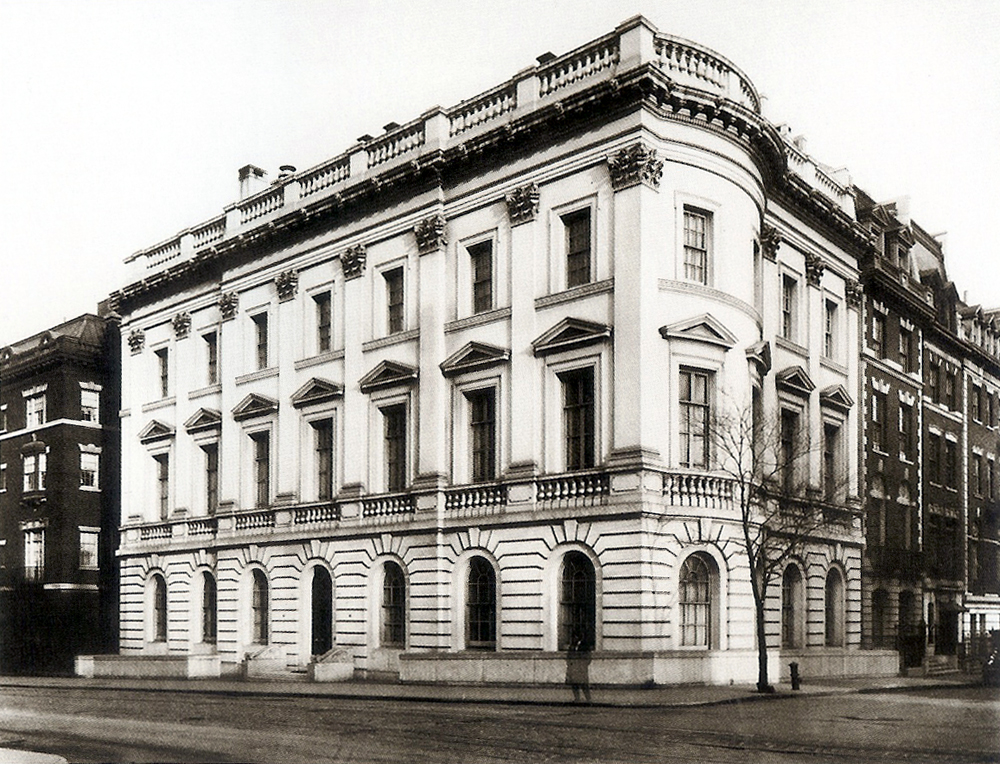
Mrs. O. H. P. Belmont House en 477 Madison Avenue y la calle 51. en Manhattan.

En 1899 ella y Oliver compraron la esquina de 477 Avenida Madison y la calle 51 en Manhattan. La mansión se hizo conocida como Casa de la Señora O. H. P. Belmont. La casa neoclásica de tres pisos, diseñada por Hunt & Hunt, tenía fachada de caliza y las habitaciones interiores en una mezcla ecléctica de estilos. La construcción todavía no estaba finalizada cuando Oliver Belmont murió, momento en que Alva anunció que construiría una adición que era una reproducción exacta de la Habitación Gótica de Belcourt, para albergar la colección de armaduras medievales y renacentistas de su difunto esposo. La habitación, bautizada The Armory, medía 25,9 m por 7,3 m y era la habitación más grande de la casa. Ella y su hijo menor, Harold, se mudaron a la casa en 1909. The Armory más tarde sería utilizada como sala de conferencias para mujeres sufragistas. Vendió la mansión en 1923.

### Brookholt

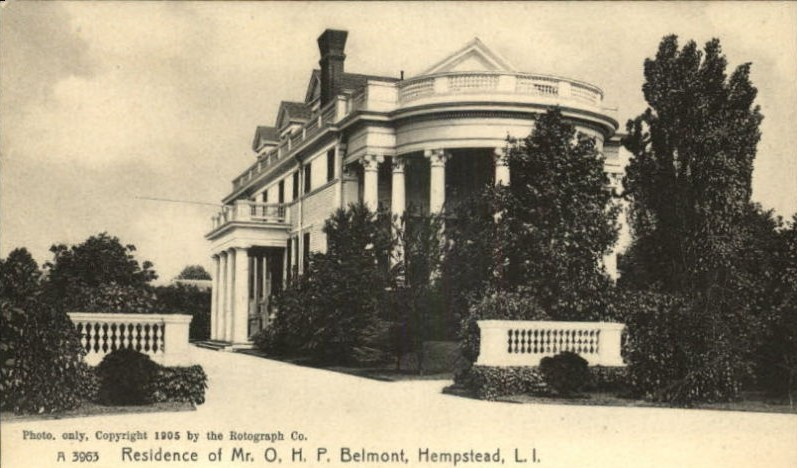
Brookholt en East Meadow, Long Island en 1905.

Con anterioridad a la construcción de su nueva mansión de Manhattan, los Belmont levantaron otra mansión neoclásica, Brookholt, construida en 1897 en East Meadow en Long Island. Fue diseñada por Hunt & Hunt. Oliver Belmont murió allí en 1908. Por un breve período, Alva la utilizó como escuela de formación para granjeras. El proyecto no cuajó y vendió Brookholt en 1915. La casa fue destruida por un incendio en 1934.

### Mausoleo
Tras la muerte de Oliver Belmont, Alva Belmont encargó un mausoleo familiar para ser construido en el Cementerio Woodlawn. De nuevo diseñado por Hunt & Hunt, era una réplica exacta de la capilla de San Huberto en los terrenos del Castillo de Amboise. La construcción fue finalizada en 1913.

### Beacon Towers

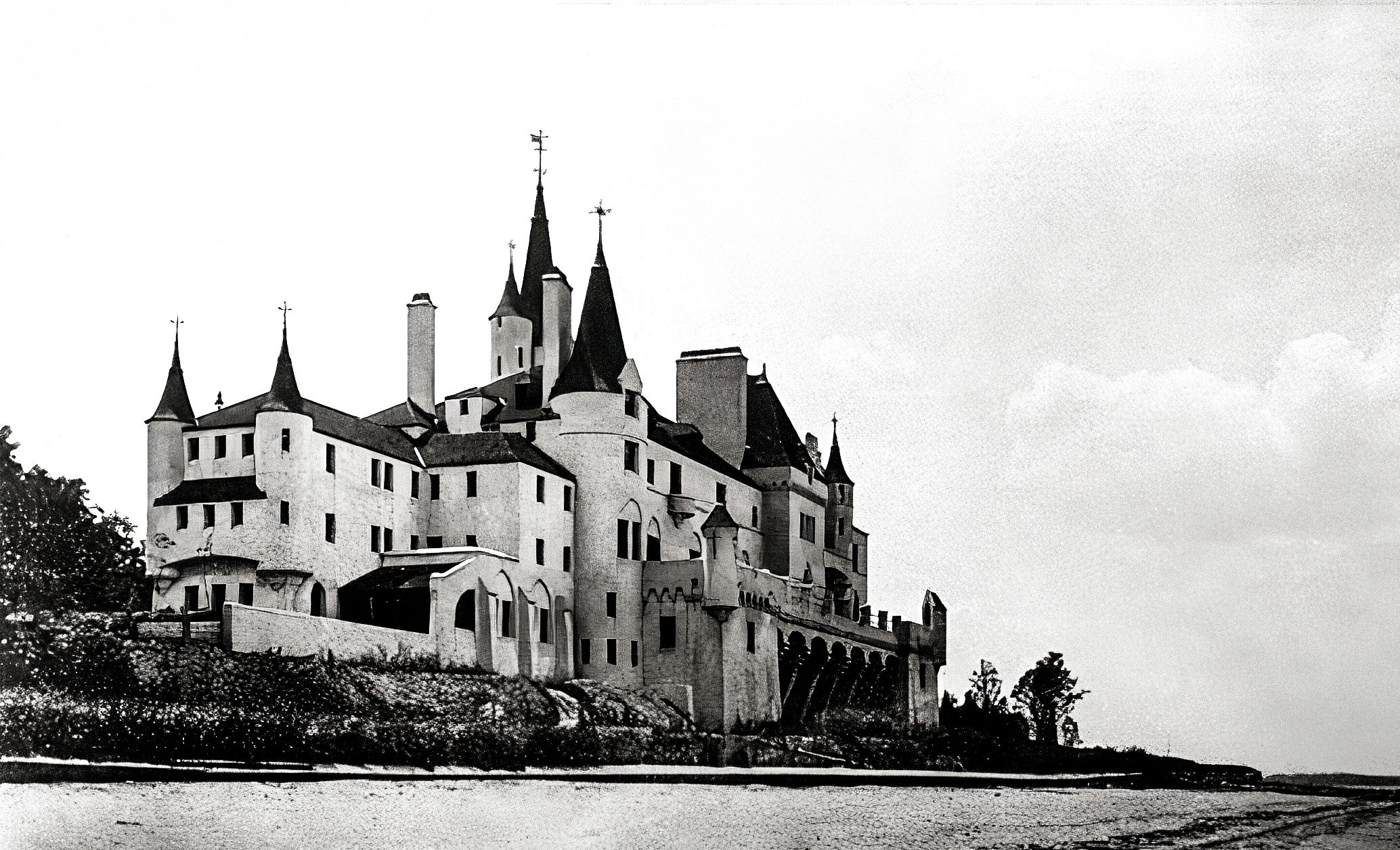
Beacon Towers en Sands Point, Nueva York en 1920.

La última mansión de Belmont en los Estados Unidos fue construida en la costa norte de Long Island. Esta, Beacon Towers, ha sido descrita por los estudiosos como una pura fantasía gótica. Fue también diseñada por Hunt & Hunt y construida de 1917 a 1918 en Sands Point. En 1925 Belmont cerró el castillo permanentemente, y fue vendido a William Randolph Hearst en 1927. Él lo remodeló parcialmente y luego lo vendió en 1942. Fue demolido en 1945. Algunos eruditos literarios creen que fue parte de la inspiración para la casa de Jay Gatsby en la novela de F. Scott Fitzgerald El gran Gatsby.

### Château d'Augerville

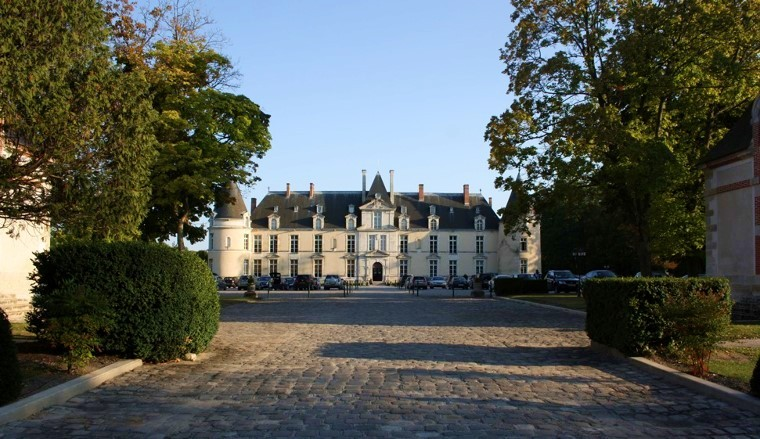
Château d'Augerville en Augerville-la-Rivière.

Belmont se retiró a Francia en 1923. Tenía una casa en París y una villa en la Costa Azul. También adquirió el Château d'Augerville del siglo XV en Augerville-la-Rivière, Loiret, en el verano de 1926 y lo restauró como su residencia principal. Había sido una de las inspiraciones para su mansión estilo château en 660 Quinta Avenida y la leyenda contaba que el château había pertenecido a Jacques Cœur, que lo había dejado a su hija. Consuelo, la hija de Alva, escribió que creía que estas dos cosas habían inspirado a su madre a comprar la finca.
Belmont realizó una amplia restauración y renovación en la propiedad. Hizo que el río que pasaba por la propiedad fuera ensanchado, según Consuelo, diciendo "Este río no es lo suficientemente ancho". Trajo adoquines de Versalles para cubrir el gran patio delantero anteriormente pavimentado con arena entre la casa y el pueblo. También construyó un enorme portal neogótico erigido en la carretera de entrada del norte, separando el château y el pueblo del campo circundante. Otros cambios incluyeron la sustitución de las escaleras de hierro forjado y el traslado de las cocinas al sótano. También añadió una bolera en una de las casas en la propiedad. Después de su muerte en 1933, el château quedó en manos de Consuelo, que lo vendió a una empresa suiza en el invierno de 1937.